# گرومن اووی-۱ موهاوک
گرومن اووی-۱ موهاوک (به انگلیسی: Grumman OV-1 Mohawk) یک هواپیمای ساختِ کارخانهٔ گرومن در کشور ایالات متحده آمریکا است که در سال ۱۹۵۹–۱۹۷۰ ساخته شد. نخستین استفاده‌کنندهٔ این هواپیما نیروی زمینی ایالات متحده آمریکا بوده‌است. این هواپیما برای نخستین بار در ۱۴ آوریل ۱۹۵۹ میلادی مورد استفاده قرار گرفت.